# Ferd. Lundquist & Co
Ferd. Lundquist & Co var ett varuhus i Göteborg, och föregångare till Nordiska Kompaniets (NK) varuhus i Göteborg.
Köpmannen Ferdinand Lundquist (1837-1916) startade sitt bosättningsmagasin den 17 maj 1864, som då endast bestod av ett rum, ett biträde och ett skyltfönster. Genom åren växte firman och utökades genom att överta fler och fler rum i den bekanta hörnfastigheten på Östra Hamngatan 42. Tomten hade tidigare ägts av handlanden Christoffer Lidbeck. Dennes hus brann vid den stora branden 1792, då tomten köptes 1803 för Frimurarelogen, som där planerade att bygga ett ordenshus. Före starten hade Lundquist i sju år arbetat som handelsbiträde dels hos firman Uddgren & Holter, dels hos Salomon & Williamsson, vilken på den tiden var Göteborgs största firma i bosättningsbranschen.

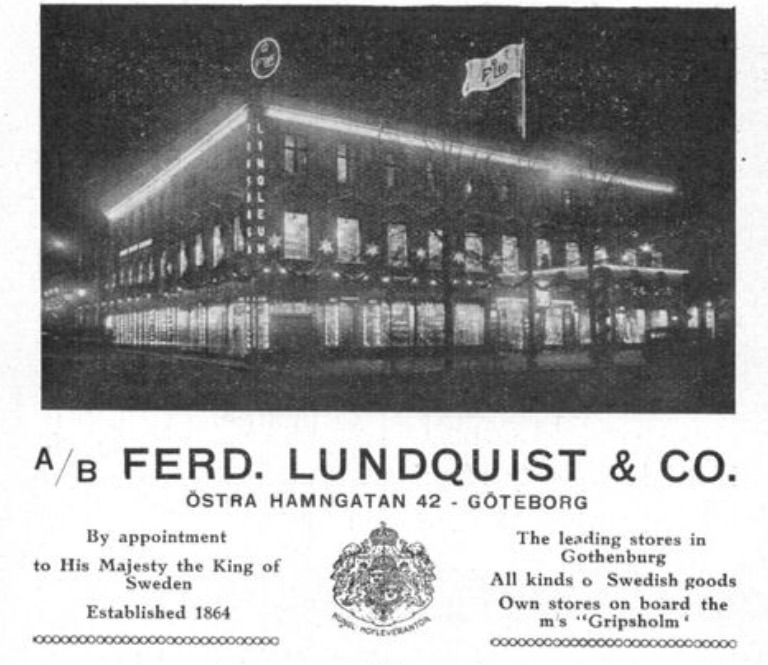
Annons för varuhuset Ferd. Lundquist & Co. från 1930.

Senare tog Ferdinand Lundquists söner Erik och Bror över varuhuset och utökade det till att omfatta kvarteret där NK idag finns. Dessutom byggdes parkeringshus i kvarteret bredvid med matvaruavdelning i bottenvåningen. 
År 1938 sysselsattes 325 personer i de fem fastigheter som verksamheten omfattade. År 1964 hade siffran stigit till cirka 900 personer.
Under 1941 övertog direktör Herman Turitz (ägare av bland annat EPA-varuhusen) aktiemajoriteten i Ferd. Lundquist & Co. I och med den utökning av antalet avdelningar, som skedde på 1940-talet, skiftade företaget karaktär till ett fullt utbyggt varuhus, som köptes av Nordiska Kompaniet 1967. I samband med det byggde NK ett nytt varuhus på platsen för det gamla, vilket öppnade 1971. Fastigheten ritades av arkitektkontoret Contekton.